# Agustín Fernández Paz
Agustín Fernández Paz (Vilalba, Lugo, 29 de mayo de 1947-Vigo, Provincia de Pontevedra, 12 de julio de 2016) fue un escritor español en lengua gallega. Licenciado en Ciencias de la Educación, trabajó como profesor de EGB (la actual Educación Primaria) en el Colegio Fogar de Santa Margarida (La Coruña) y en diferentes centros, y más recientemente como profesor de Lengua y Literatura Gallega en el IES Os Rosais 2 de Vigo hasta su prejubilación en 2007, ganando al año siguiente el Premio Nacional de Literatura Infantil y Juvenil.

## Trayectoria
Entre 1988 y 1990 fue miembro del Gabinete Julio Ferrera de Estudios para la Reforma Educativa, de la Consejería de Educación y Ordenación Universitaria, formando parte del equipo de Lengua que preparó los Diseños Curriculares para las etapas de Primaria y Secundaria. De 1989 a 1995, trabajó como Coordinador Docente del Gallego. Codirige, G&Ne literatura infantil y juvenil. 
Preocupado por la renovación pedagógica, fue miembro fundador de los colectivos Avantar y Nova Escuela Gallega y participó en la elaboración de numerosos materiales didácticos como las series, novelas de Papel (para la enseñanza globalizada en gallego en el ciclo inicial), ¡Ámote, mundo! (para el área de experiencias), "Canles", "Labia" e "O noso Galego/Lengua Galega" para diferentes niveles escolares. Es autor de libros de texto y de obras de literatura infantil y juvenil, y miembro del Consejo de la Cultura Gallega.

## Obras
- Las flores radiactivas, 1990 (novela juvenil)
- Cuentos por palabras, 1991 (narrativa juvenil). Premio Lazarillo. Seleccionada por la Fundación Germán Sánchez Ruipérez como una de las cien mejores obras de la literatura infantil española del siglo XX.
- Lonxe do mar, 1991 (narrativa juveni
- O tesouro do dragón Smaug, 1993 (narrativa juvenil)
- Rapazas, 1993
- Unha lúa na fiestra, 1994 (narrativa juvenil)
- As tundas do corredor, 1993 (narrativa infantil)
- Trece años de Blanca, 1994 (novela juvenil) Premio EDEBÉ de literatura juvenil
- Cartas de invierno, 1995 (novela juvenil)
- Amor dos quince anos, Marilyn, 1995 (novela juvenil)
- Avenida do Parque, 17, 1996 (novela juvenil)
- O centro do labirinto, 1997 (novela juvenil)
- A néboa escura, 1998 (narrativa infantil)
- O laboratorio do doutor Nogueira, 1998 (novela juvenil)
- As fadas verdes, 2000 (novela infantil)
- Un tren cargado de misterios
- O meu nome é Skywalker" Premio Barco de Vapor
- Tres pasos polo misterio, 2004
- A escola dos piratas, 2005 Premio Edebé de Literatura Infantil y Juvenil
- Aire negro "Aire negre", 2001 Premio de Literatura Protagonista Jove
- No corazón do bosque. (Ilustraciones: Miguelanxo Prado. Editorial Anaya, 2001. Nueva edición: Edicións Xerais, 2002. Traducido al castellano, catalán y eusquera. Finalista do Premio Nacional de Literatura 2002)
- Corredores de sombra, 2006 (Novela juvenil)
- O único que queda é o amor, 2007 Premio Nacional de Literatura Infantil y Juvenil
- Lúa do Senegal, 2009
- A dama da Luz, 2009 (álbum realizado junto a Jorge Magutis) 2010
- Non hai noite tan longa, 2011
- Fantasmas de luz, 2011
- O rastro que deixamos, 2012
- Desde unha estrela distante, 2013 (novela infantil)
- El Rayo Veloz, 2006 (novela infantil)
- Con los pies en el aire, 2003 (narrativa infantil)
- Un visitante siniestro
- A viaxe de Gagarin, 2014
- Amizades secretas, 2015
- A neve interminable, 2015
- O segredo da Illa Negra, 2015
- O soño do Merlo Branco, 2016
- A casa do medo, 2016